# Келум Джарвіс
Келум Джарвіс (англ. Calum Jarvis, 12 травня 1992) — британський плавець.
Чемпіон світу з водних видів спорту 2015, 2017 років.
Чемпіон Європи з водних видів спорту 2018, 2020 років.
Призер Ігор Співдружності 2014 року.